# Schuchmann’sche Brauerei

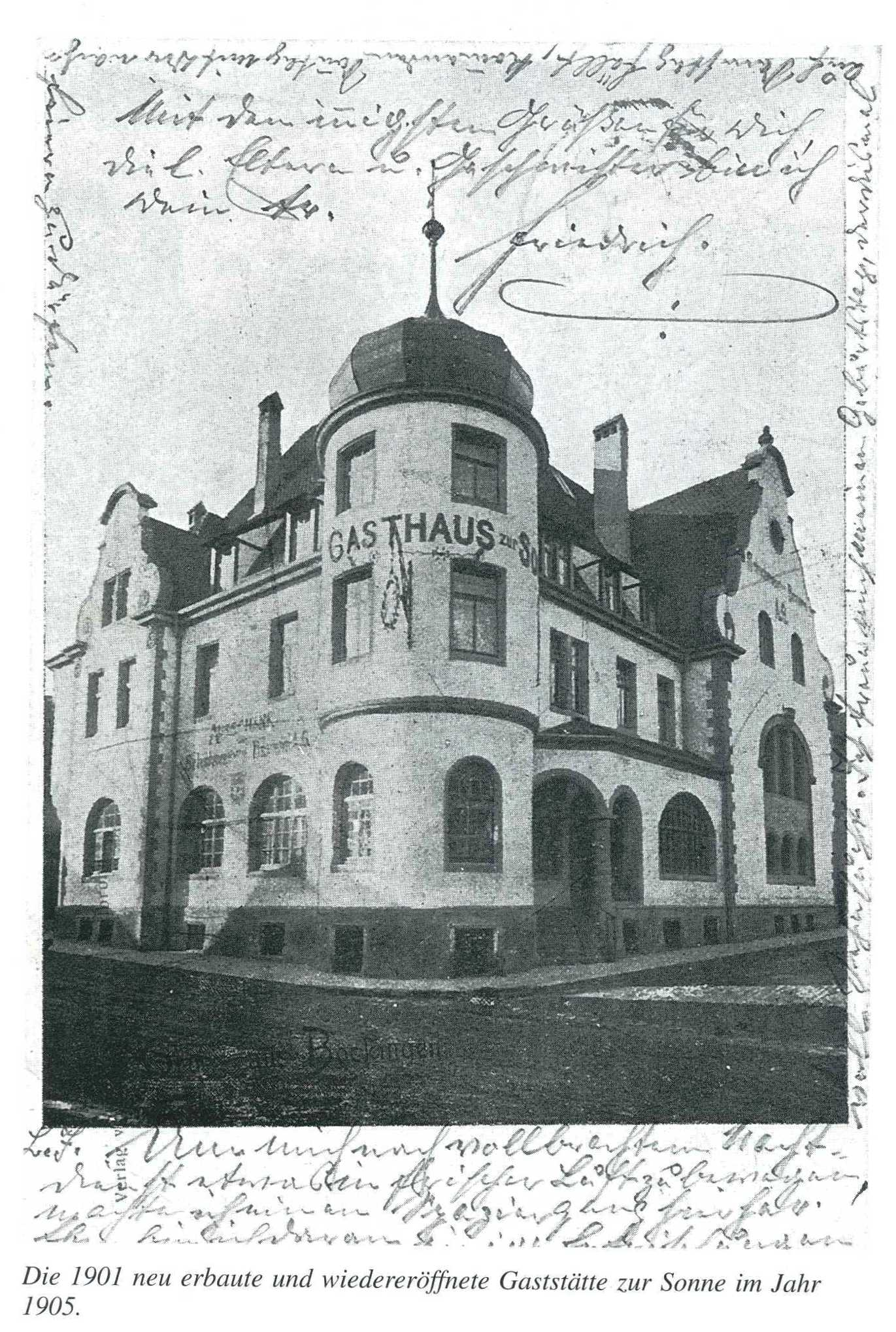
Das Gasthaus Zur Sonne in Böckingen, markantes Eckgebäude der Schuchmann’schen Brierbrauerei

Die Schuchmann’sche Brauerei  in Böckingen entstand aus einer Schildwirtschaft mit Braurecht und bestand als Bierbrauerei von 1861 bis nach dem Ersten Weltkrieg. Eine Nachfolgefirma war später zeitweilig als Automobilzulieferer für Kolbenschmidt tätig. Die Anlagen, darunter das Gasthaus zur Sonne wurden im Zweiten Weltkrieg weitgehend zerstört. Einige Reste der alten Bebauung blieben bis in die 1970er Jahre erhalten. Nach deren Abriss 1975 wurde auf dem früheren Schuchmann-Areal das Bürgerhaus Böckingen erbaut, das heute einen Teil der Böckinger Ortsmitte ausmacht.

## Geschichte
Zu den Schildwirtschaften Böckingens, die noch aus dem Mittelalter stammten, gehörten die Gasthäuser, die einen Namen christlichen Ursprungs führten, wie Sonne oder Rose. Während die Sonne als Symbol für Jesus galt, wurde die Rose als Symbol für Maria angesehen. Eine Schildwirtschaft durfte Gäste beherbergen und bewirten, im Gegensatz zu einer Besenwirtschaft, die nur im Herbst den Ausschank betreiben durfte.
Im Jahre 1861 erwarb Ludwig Louis Schuchmann (* 4. Dezember 1829; † 1. August 1877) von Karl Heinrich Frank die alte Schildwirtschaft Zur Sonne an der Kirchgasse 65 mit allen Brau- und Brennrechten.

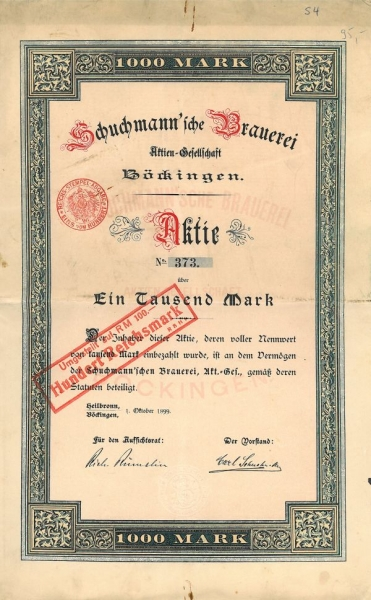
Aktie der Schuchmann’schen Brauerei AG, Böckingen Nr. 373, 1899

Schuchmann baute vor allem die Bierbrauerei der alten Schildwirtschaft aus. 1899 erfolgte im Rahmen dieser Entwicklungsphase die Umwandlung der Bierbrauerei in die Aktiengesellschaft Schuchmann’sche Bierbrauerei.
Die Kreisregierung stimmte am 23. März 1901 zu, das Gasthaus an der Kirchgasse 65 abzureißen und an seiner Stelle eine neue Brauerei zu errichten, während man gleichzeitig das dingliche Gastrecht von der Kirchgasse 65 in ein neu zu bauendes Gebäude an der Ecke Kirch-/Schafhausgasse verlegte. Das Gasthaus erhielt wieder den Namen Zur Sonne. Hinter dem Gasthaus schloss sich an der Stelle des alten Gasthauses das Brauereigebäude an, dessen Glasdach und Hofüberdachung der Kunstschmied August Stotz schuf.
Das Gasthaus zur Sonne wurde in der süddeutschen Variante des Jugendstils mit der typischen Adaption barockisierender Formen von dem Heilbronner Architekturbüro Kappler & Beckmann im Jahre 1901 erbaut. Dieselben Architekten errichteten 1903/1904 auch die Sontheimer Villa Wolf. 
1905 fand die Eröffnung des neuen Gebäudes durch Wilhelm Wiegand statt. Der Saal des Gasthauses wurde auch als Kino genutzt. So befanden sich dort die Kammerlichtspiele Böckingen, welche von Albert Trautwein geführt wurden. Nach seinem Tod führte seine Witwe das Kino weiter. Das Haus wurde später vom Gemeinderat Johann Rieser übernommen. Später übernahmen Wilhelm Kraft und W. Bachmann das Haus.
Um die Jahrhundertwende wurden in der Brauerei etwa zehn Millionen Liter Bier gebraut. Das Angebot der Brauerei umfasste Fass- und Lagerbiere. In Heilbronn unterhielt die Böckinger Brauerei die Restaurants Zum Käthchen und Zur neuen Brücke. In den Jahren 1914 bis 1918 erfolgte der wirtschaftliche Niedergang der Schuchmann’schen Brauerei wegen der niedrigen Zuteilungsquoten von Grundstoffen infolge der Kriegswirtschaft. In den unausgelasteten Trockenanlagen produzierte man stattdessen Laubheu, Ersatzfutter aus getrocknetem Laub. Am 22. Juni 1920 wurde das Braukontingent an die Heilbronner Genossenschaftsbrauerei Rosenau veräußert. Die Generalversammlung der Aktiengesellschaft beschloss gleichzeitig, den Betrieb mit damals noch 30 bis 40 Arbeitern in veränderter Form fortzuführen. Kurzzeitig wurde noch Obst gekeltert, gebrannt, eine Getreidemühle unterhalten und Schweinezucht betrieben. 1925 firmierte man als Schuchmann-Werke AG und verarbeitete Aluminiumkolben für Kolbenschmidt in Neckarsulm.

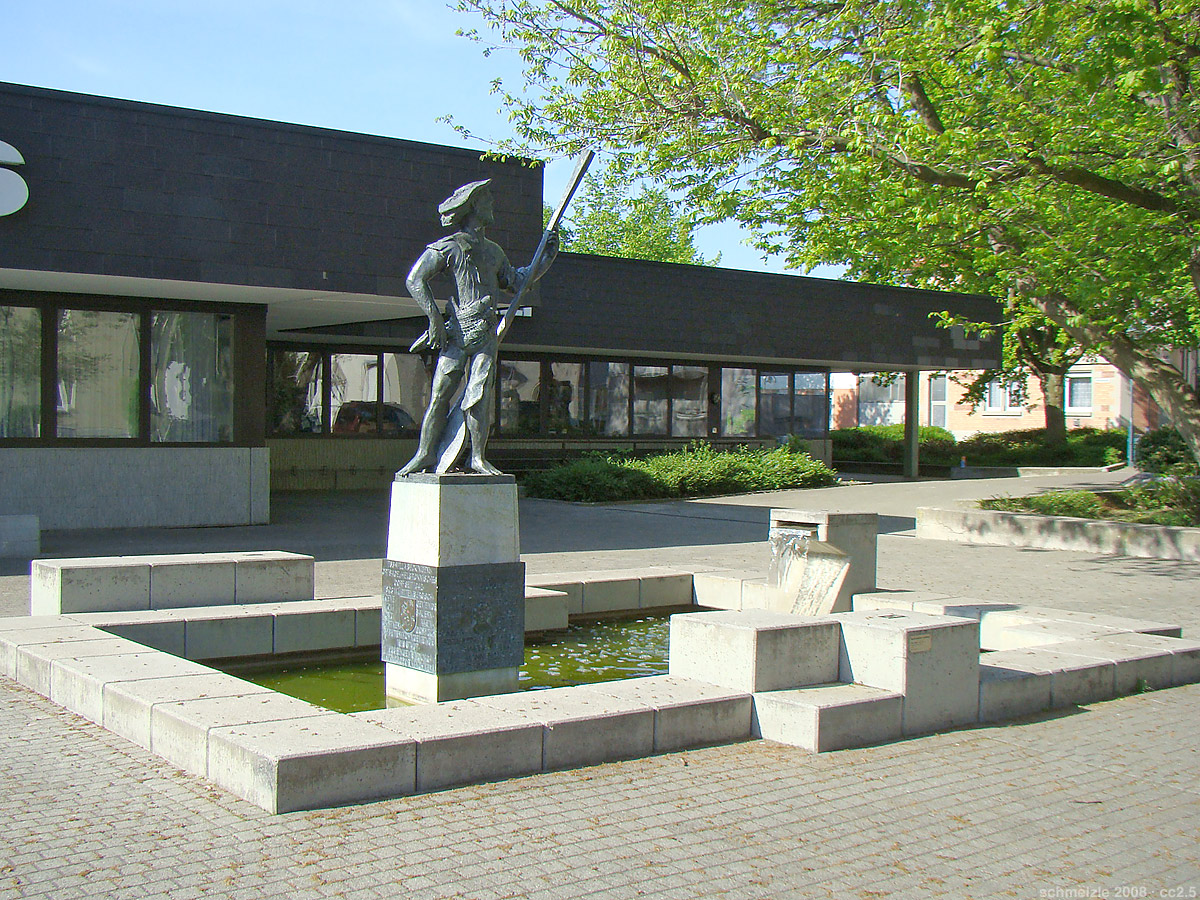
Bürgerhaus und Seeräuberbrunnen in Böckingen an der Stelle der früheren Brauerei Schuchmann

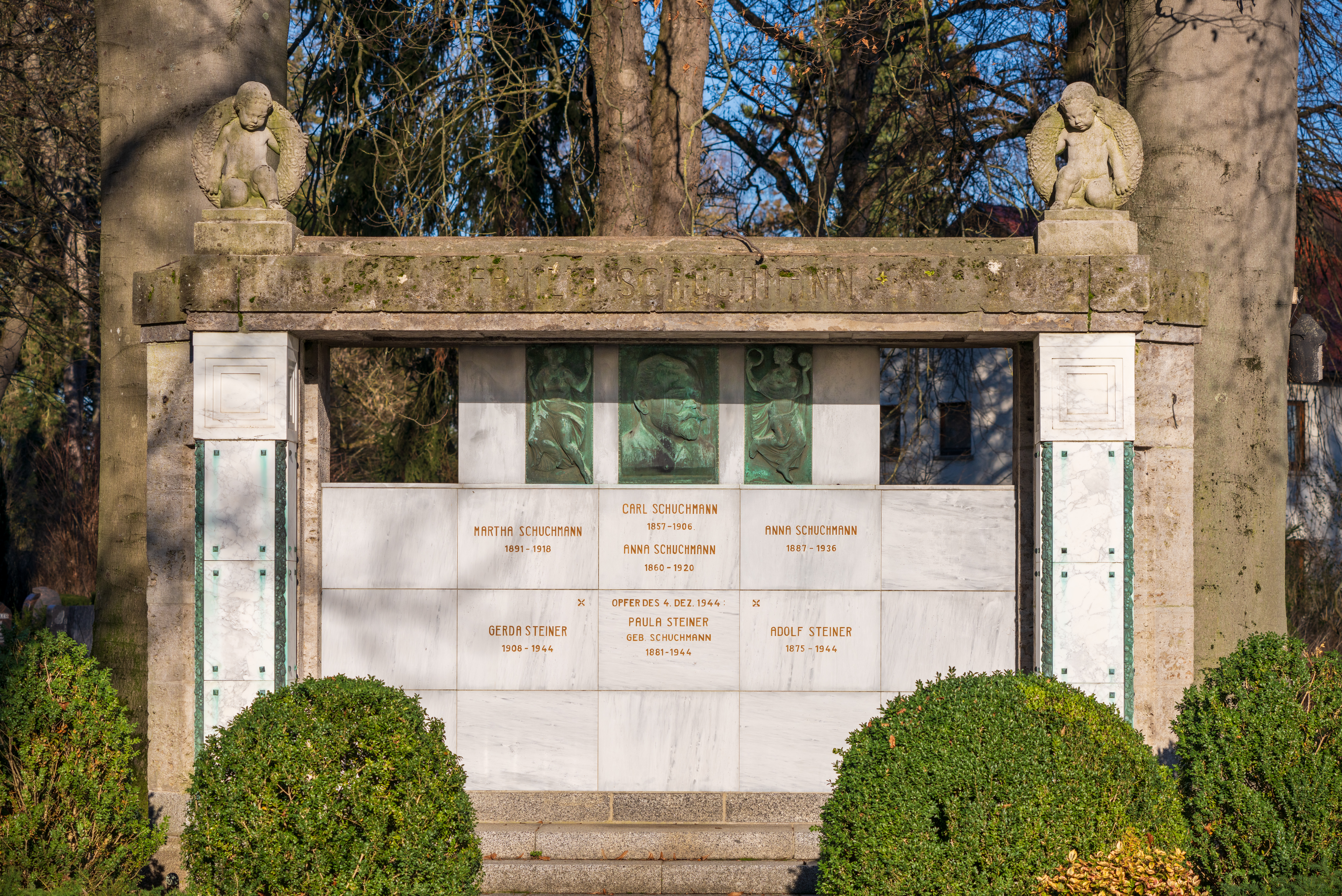
Schuchmann-Ehrengrab auf dem Friedhof in Böckingen

Auf dem früheren Brauereigelände siedelten sich verschiedene weitere Firmen an, 1939 auch ein Kolbenschmidt-Zweigwerk. Beim Luftangriff vom 10. September 1944 wurden die meisten Anlagen zerstört. In den mehrere Stockwerke tiefen als Eiskeller angelegten Gewölbekellern der Brauerei fanden bei Luftangriffen mehr als 200 Menschen Zuflucht, 30 Bettgestelle standen dort bereit.
Der Handelsregistereintrag der Schuchmann-Werke erlosch 1951. Das Areal, zuletzt im Besitz der Palmbräu, kam 1970 an die Stadt Heilbronn, die sämtliche auf dem Gelände befindlichen Gebäude bis 1975 abreißen und dort das Bürgerhaus Böckingen errichten ließ. Reste der alten Schuchmann-Eiskeller blieben in den Gewölben des Bürgerhauses erhalten.
Das Familiengrabmal der Brauereifamilie Schuchmann auf dem Böckinger Friedhof zählt zu den künstlerisch anspruchsvollen Grabanlagen des Friedhofs und wird als Ehrengrab erhalten. Die Schuchmannstraße, die von der Klingenberger Straße zum früheren Brauerei-Areal führt, trägt den Namen der Brauereifamilie.